# Лемпуянг Лухур

Лемпуянг Лухур — один из старейших и наиболее почитаемых храмов на Бали, Индонезия. Храм на самом деле представляет собой комплекс нескольких храмов вдоль пешеходной дорожки до вершины. Главный храм, также самый высокий, Пура Лемпуянг Лухур, находится на высоте 1175 м над уровнем моря, на вершине горы Лемпуянг.
Храм расположен на горе Лемпуянг или Гамонган, в деревне Бунутан, в районе Абанг, округ Карангасем, на востоке Бали, примерно в 10 километрах к северу от Амлапуры, столицы Карангасема. Храмовый комплекс посвящен Иде Бетаре Хьянгу Ишваре, хранителю востока. Это один из Сад Кахьянган Джагад или «шести святынь мира», которые являются шестью величайшими святынями на Бали.
Самый популярный среди посетителей храм — Пура Пенатаран Агунг Лемпуянг. Со своими высокими белоснежными расколотыми воротами чанди-бентар, тремя лестницами-драконами и тремя воротами кори-агунг, этот комплекс имеет вид на запад с видом на гору Агунг, самый высокий вулкан на Бали.

## Храмы
Храмовый комплекс состоит из нескольких храмов вдоль пешеходной дорожки до вершины горы Лемпуянг, также известной как холм Гамонган на востоке Бали. Храмы, входящие в комплекс:
- Пура Пенатаран Агунг Лемпуянг
- Pura Telaga Mas
- Пура Телага Саванган
- Пура Лемпуян Мадья
- Пура Пунчак Бисбис
- Пура Пасар Агунг
- Пура Лемпуянг Лухур

## Примечание
1. ↑  Lempuyang Temple in Bali - Bali Magazine. bali-indonesia.com (англ.). Архивировано 10 ноября 2017. Дата обращения: 10 ноября 2017.
2. ↑  Real Bali (англ.). — ISBN 9786029797169.